# Brent Hinds
Brent Hinds (född William Brent Hinds 16 januari 1974 i Pelham, Alabama) är en amerikansk musiker och skådespelare. Han är mest känd som medlem av Mastodon, ett progressiv metal/sludge metal-band från Atlanta, Georgia. I Mastodon delar han gitarr-uppgåverna med Bill Kelliher och sång-uppgåvarna med Troy Sanders.
Hinds är också sologitarrist och sångare i surfabilly-bandet Fiend Without a Face. Han spelar också i mera klassiska rock-band som The Blood Vessels, West End Motel, Four Hour Fogger, The Last of the Blue Eyed Devils, Giraffe Tongue Orchestra och Legend of the Seagullmen.

## Diskografi (urval)
Studioalbum med Mastodon
- Remission (2002)
- Leviathan (2004)
- Blood Mountain (2006)
- Crack the Skye (2009)
- The Hunter (2011)
- Once More 'Round the Sun (2014)
- Emperor of Sand (2017)

Studioalbum med Fiend Without A Face
- Brent Hinds Presents: Fiend Without A Face & West End Motel (2011)

Studioalbum med West End Motel
- Brent Hinds Presents: Fiend Without A Face & West End Motel (2011)
- Only Time Can Tell (2012)

Sudioalbum med Giraffe Tongue Orchestra
- Broken Lines (2016)